# K-408
Il K-408 era un SSBN sovietico della classe Yankee I. La costruzione del battello fu intrapresa presso il cantiere navale Sevmash (Severodvinsk), ed il sottomarino entrò in servizio il 25 dicembre 1969 con la Flotta del Nord.
Come altri esemplari della classe, negli anni ottanta il K-408 fu convertito secondo il Progetto 667AT Grusha (nome in codice NATO: Yankee Notch). Le modifiche comportarono la trasformazione in SSGN, tramite l'imbarco di 20-40 missili SS-N-21 Sampson. Per effettuare tali modifiche, fu necessario provvedere all'allungamento dello scafo.
Il K-408 prestò servizio anche con la marina russa, e venne radiato probabilmente negli anni novanta.